# New Hope (Misisipi)
New Hope es un lugar designado por el censo del Condado de Lowndes, Misisipi, Estados Unidos. Según el censo de 2000 tenía una población de 1.964 habitantes y una densidad de población de 314.6 hab/km².

## Demografía
Según el censo de 2000, había 1.964 personas, 669 hogares y 576 familias residiendo en la localidad. La densidad de población era de 314,6 hab./km². Había 695 viviendas con una densidad media de 111,3 viviendas/km². El 93,28% de los habitantes eran blancos, el 5,96% afroamericanos, el 0,10% amerindios, el 0,10% asiáticos y el 0,56% pertenecía a dos o más razas. El 0,15% de la población eran hispanos o latinos de cualquier raza.
Según el censo, de los 669 hogares en el 49,6% había menores de 18 años, el 73,4% pertenecía a parejas casadas, el 10,6% tenía a una mujer como cabeza de familia, y el 13,9% no eran familias. El 11,8% de los hogares estaba compuesto por un único individuo, y el 3,9% pertenecía a alguien mayor de 65 años viviendo solo. El tamaño promedio de los hogares era de 2,93 personas y el de las familias de 3,18.
La población estaba distribuida en un 31,3% de habitantes menores de 18 años, un 6,7% entre 18 y 24 años, un 31,9% de 25 a 44, un 23,0% de 45 a 64, y un 7,1% de 65 años o mayores. La media de edad era 35 años. Por cada 100 mujeres había 96,8 hombres. Por cada 100 mujeres de 18 años o más, había 92,9 hombres.
Los ingresos medios por hogar en la localidad eran de 54.375 dólares ($), y los ingresos medios por familia eran 60.909 $. Los hombres tenían unos ingresos medios de 40.089 $ frente a los 26.875 $ para las mujeres. La renta per cápita para la ciudad era de 25.153 $. El 5,5% de la población y el 4,4% de las familias estaban por debajo del umbral de pobreza. El 4,8% de los menores de 18 años y el 13,4% de los habitantes de 65 años o más vivían por debajo del umbral de pobreza.

## Geografía
Según la Oficina del Censo de los Estados Unidos, la localidad tiene un área total de 6,3 km², todos ellos correspondientes a tierra firme.